# Le Chenit
Le Chenit ([lə ʃ(ə)ni], im einheimischen frankoprovenzalischen Dialekt [(ao) ʦəˈnɛ]) ist eine politische Gemeinde im Distrikt Jura-Nord vaudois des Schweizer Kantons Waadt.

## Geographie

Luftbild (1964)

Die Grossgemeinde Le Chenit liegt auf 1013 m ü. M., 37 km südwestlich der Bezirkshauptstadt Yverdon-les-Bains und 32 km westnordwestlich von Lausanne (Luftlinie). Die Gemeinde erstreckt sich im Vallée de Joux an der Orbe, südwestlich des Lac de Joux, im Waadtländer Jura.
Die Fläche des 99,2 km² grossen Gemeindegebiets umfasst einen Abschnitt im Waadtländer Jura und den gesamten südwestlichen Teil des (schweizerischen) Vallée de Joux. Den zentralen Teil des Gebietes bildet das von Südwesten nach Nordosten gerichtete, rund 1 km breite Tal der Orbe. Der Fluss besitzt zahlreiche Mäander und fliesst unterhalb von Le Sentier in den Lac de Joux, dessen südwestlichster Teil zu Le Chenit gehört. Nordwestlich des Tals folgen eine steil ansteigende Geländerippe (bis 1181 m ü. M.), dahinter die Senken von Derrière-la-Côte und Le Solliat und schliesslich das ausgedehnte Waldgebiet des Grand Risoux. Die Nordwestgrenze verläuft auf dem Kamm der Antiklinale des Risoux über die Roche Champion (1327 m ü. M.) und den Mont Risoux (1384 m ü. M.). Südöstlich des Orbetals erstreckt sich das Gemeindegebiet bis auf die Mont-Tendre-Kette. Parallel zum Tal verlaufen die Höhen von Vue de Genève (1492 m ü. M.), Grande Rolat (1389 m ü. M.) und Chaumilles (1430 m ü. M.). Daran schliesst die Combe des Amburnex an, eine aus verschiedenen Mulden bestehende Talsenke. Die Südostgrenze liegt auf dem Kamm der Mont-Tendre-Kette mit (von Südwesten nach Nordosten) Crêt de la Neuve (1495 m ü. M.), dem Passübergang Col du Marchairuz, den Monts de Bière (1530 m ü. M.) und dem Cunay, der mit 1609 m ü. M. den höchsten Punkt von Le Chenit bildet. Die Mont-Tendre-Kette ist gekennzeichnet durch typische Erscheinungen des Karstes, nämlich zahlreiche oberirdisch abflusslose Senken und Dolinen sowie Karrenfelder und mehrere Höhlensysteme. Auf dieser Kette befinden sich ausgedehnte Jurahochweiden mit den typischen mächtigen Fichten, die entweder einzeln oder in Gruppen stehen. Weite Teile dieser Jurakette befinden sich im Schutzgebiet des Parc jurassien vaudois. Von der Gemeindefläche entfielen 1997 3 % auf Siedlungen, 66 % auf Wald und Gehölze, 29 % auf Landwirtschaft, und etwas weniger als 2 % waren unproduktives Land.

## Gemeindestruktur
Die Grossgemeinde Le Chenit besteht aus drei Teilgemeinden, sogenannten fractions de commune (Gemeindefraktionen) mit eigenen Gemeindeversammlungen und -verwaltungen:
- Le Sentier, 1013 m ü. M., links der Orbe; Verwaltungssitz der Gemeinde, war Hauptort des bis Ende 2007 existierenden Bezirks La Vallée.
- Le Brassus, 1033 m ü. M., am gleichnamigen Bach rechts der Orbe, Ausgangspunkt auf den Col du Marchairuz.
- L’Orient, 1021 m ü. M., ein Strassenzeilendorf rechts der Orbe, gegenüber von Le Sentier.

Nicht den Status einer Fraktion, aber ebenfalls eine eigene Gemeindeverwaltung haben:
- Le Solliat, 1058 m ü. M., am Südostfuss des Grand Risoux.
- Derrière-la-Côte, 1076 m ü. M., in einer Senke am Südostfuss des Grand Risoux.

Daneben gibt es zahlreiche weitere Siedlungen und Weiler:
- Le Rocheray, 1006 m ü. M., am Westufer des Lac de Joux.
- La Golisse, 1015 m ü. M., südwestlich des Lac de Joux.
- La Brasserie, 1065 m ü. M., am Rand des Risoux.
- Les Moulins, 1010 m ü. M., rechts der Orbe bei Le Sentier.
- Chez-Villard, 1028 m ü. M., am rechten Talrand der Orbe.
- Le Campe, 1030 m ü. M., am rechten Talrand der Orbe.
- Chez-le-Maître, 1020 m ü. M., am linken Talrand der Orbe.
- Piguet-Dessous, 1023 m ü. M., am linken Talrand der Orbe.
- Crêt-Meylan, 1020 m ü. M., im Orbetal am Nordrand von Le Brassus.
- Chez Tribillet, 1022 m ü. M., links der Orbe, gegenüber von Le Brassus.
- Bas-du-Chenit, 1054 m ü. M., entlang der Strasse südwestlich von Le Brassus.
- Piguet-Dessus, 1086 m ü. M., am Rand des Risoux.

Im Weiteren gehören viele Einzelhöfe, die weit verstreut auf der Höhe der Mont-Tendre-Kette und am Rand des Risoux liegen, zu Le Chenit.
Nachbargemeinden von Le Chenit sind Le Lieu, L’Abbaye, Montricher, Berolle, Bière, Gimel, Saint-George, Longirod, Marchissy, Bassins und Arzier-Le Muids im Kanton Waadt sowie Bois-d’Amont, Chapelle-des-Bois, Chaux-Neuve und Mouthe im angrenzenden Frankreich.

## Bevölkerung
| Bevölkerungsentwicklung | Bevölkerungsentwicklung |
| Jahr                    | Einwohner               |
| ----------------------- | ----------------------- |
| 1609                    | 309                     |
| 1764                    | 1733                    |
| 1850                    | 2766                    |
| 1900                    | 3796                    |
| 1950                    | 4604                    |
| 1960                    | 5242                    |
| 1970                    | 5465                    |
| 1980                    | 4359                    |
| 1990                    | 4328                    |
| 2000                    | 4297                    |
| 2023                    | 4707                    |

Mit 4707 Einwohnern (Stand 31. Dezember 2023) gehört Le Chenit zu den mittelgrossen Gemeinden des Kantons Waadt. Von den Bewohnern sind 88,6 % französischsprachig, 2,9 % italienischsprachig und 2,5 % deutschsprachig (Stand 2000). Die Bevölkerungszahl von Le Chenit nahm bis 1970 kontinuierlich zu. Die Auswirkungen der Wirtschaftskrise bewirkten danach bis 1980 einen markanten Rückgang. Danach pendelte die Einwohnerzahl um den Wert von 4300. Seit der Jahrtausendwende steigt die Einwohnerzahl wieder leicht an.

## Wirtschaft
Schon früh entwickelte sich in Le Chenit neben der Landwirtschaft auch die handwerkliche und industrielle Tätigkeit. Am Anfang der Entwicklung standen Mitte des 16. Jahrhunderts die Hochöfen in Le Brassus, eine Glashütte in Pré Rodet sowie Sägereien, Gerbereien und Mühlen. Im Laufe des 18. Jahrhunderts wurden diese Gewerbezweige durch die Uhrmacherei abgelöst, die zunächst in Heimarbeit, seit der Mitte des 19. Jahrhunderts in Fabriken ausgeübt wurde. Durch die Weltwirtschaftskrise in den 1930er-Jahren wurde Le Chenit schwer getroffen, die Zahl der Arbeitslosen stieg zeitweise bis 10 % an. Während des Zweiten Weltkrieges wurde in den Moorgebieten entlang der Orbe Torf gestochen. Die Krise in der Uhrenindustrie Mitte der 1970er-Jahre löste eine massive Abwanderung aus.
Heute ist die Bevölkerung in der Uhrenindustrie beschäftigt, die sich auf die Herstellung von Qualitätsuhren (Luxus- und Schmuckuhren) spezialisiert hat, z. B. in der Manufaktur Audemars Piguet. Dazu gehören auch die Edelsteinindustrie und weitere Zulieferbetriebe. Weitere Arbeitsplätze gibt es in der elektronischen Industrie, in der Feinmechanik, in Sägereien und in der Holzverarbeitung, im touristischen Bereich und im lokalen Gewerbe. Der Comptoir de la Vallée, eine Leistungsschau des Vallée de Joux, findet seit 1976 alljährlich in Le Chenit statt. Die Landwirtschaft besitzt nur noch eine geringe Bedeutung mit Viehzucht und Milchwirtschaft sowie Käseproduktion.

### Tourismus
Gegen Ende des 19. Jahrhunderts entwickelte sich mit dem Anschluss an den öffentlichen Verkehr der Tourismus in Le Chenit. Einen grösseren Aufschwung gab es aber erst seit etwa 1970. Von Bedeutung ist vor allem der Wintertourismus mit einigen Skiliften bei Le Brassus und L’Orient. Die Topographie der Jurahöhen eignet sich hervorragend für den Langlaufsport. In Le Brassus stand zwischen 1930 und 2002 eine Skisprungschanze, worauf internationale nordische Skiwettkämpfe stattfanden. Das Gebiet von Le Chenit dient auch im Sommer als beliebtes Ausflugsziel für ausgedehnte Wanderungen auf den Jurahöhen oder für Wassersport auf dem Lac de Joux.

## Bildung und Kultur
Le Sentier ist Standort mehrerer regionaler Schulen, darunter der Sekundarschule (seit 1876) und einer Berufsschule für Uhrmacher und Mikromechaniker (seit 1902). Auch das 1934 gegründete Bezirksspital und ein grosses Sportzentrum stehen in dieser Teilgemeinde. In Le Sentier befinden sich ein Schulmuseum und die 1982 ins Leben gerufene Kunstgalerie L’essor.

## Verkehr
Le Chenit liegt an der Hauptstrasse von Vallorbe nach La Cure. Vom Genferseegebiet können Le Brassus und Le Sentier über den Col du Marchairuz erreicht werden. Am 21. August 1899 nahm die Gesellschaft Chemin de fer Pont–Brassus die Eisenbahnlinie von Le Pont nach Le Brassus in Betrieb. Bahnhöfe beziehungsweise Haltestellen gibt es in Le Sentier, Chez-le-Maître, La Golisse und Le Rocheray. Von Le Sentier verkehrt eine Buslinie via L’Orient nach Le Pont, und von Le Brassus fährt am Wochenende ein Bus nach Allaman.

## Geschichte

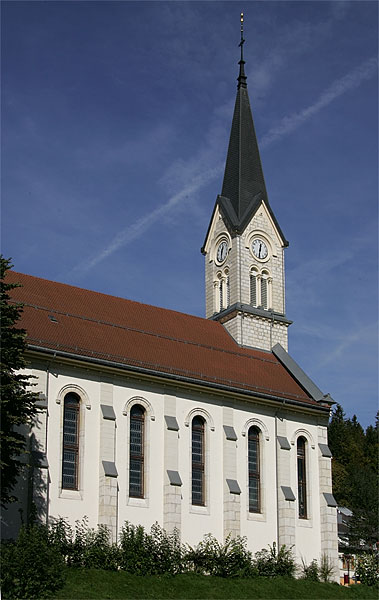
Kirche von Le Sentier

Die erste urkundliche Erwähnung von Le Chenit erfolgte 1489 unter dem Namen Chinit als Sommerweidegebiet. Eine dauerhafte Siedlung existiert vermutlich erst seit etwa 1547. Das gesamte Gebiet gehörte unter der von 1536 bis 1798 dauernden Berner Herrschaft über die Waadt zunächst zur Kastlanei Les Clées unter der Landvogtei Yverdon. 1566 kam es an die Landvogtei Romainmôtier. Erst ab 1646 bildete Le Chenit nach der Abtrennung von der Gemeinde Le Lieu eine selbständige Gemeinde.
Nach dem Zusammenbruch des Ancien Régime gehörte Le Chenit von 1798 bis 1803 während der Helvetik zum Kanton Léman, der anschliessend mit der Inkraftsetzung der Mediationsverfassung im Kanton Waadt aufging. 1798 wurde die Gemeinde dem Bezirk La Vallée zugeteilt. Aufgrund von Spannungen und Rivalitäten Ende des 19. Jahrhunderts innerhalb der Gemeinde wurden auf Beschluss des Waadtländer Grossen Rates (Grand Conseil) nacheinander die drei autonomen Teilgemeinden gebildet: Le Sentier (1900), L’Orient (1904) und Le Brassus (1908).
Im Zweiten Weltkrieg gelang es dem vom Schweizer Nachrichtendienst angeworbenen Uhrmacher Fred Reymond mit falschen französischen Papieren ausgestattet ab 1941 ein Flucht- und Schmuggelnetzwerk über die französisch-schweizerische Grenze aufzubauen, um Menschen im deutsch besetzten Frankreich zu helfen. Über 300 Missionen in Frankreich führte er erfolgreich aus. Nach dem Krieg ernannte ihn die Gemeinde Le Chenit zum Ehrenbürger.

## Sehenswürdigkeiten
In Le Sentier wurde 1612 die erste Kirche erbaut. Heute besitzt Le Sentier ein reformiertes und ein katholisches Gotteshaus. Auch in Le Brassus stehen eine reformierte Kirche (1835–1837 erbaut) und eine katholische Kirche, die vom Ende des 19. Jahrhunderts stammt.

## Persönlichkeiten
Die französische Skirennläuferin Françoise Macchi (* 1951) wurde im Ortsteil Le Sentier geboren.
Der Radrennfahrer, Flugpionier und Unternehmer Edmond Audemars (1882–1970) stammte aus dem Ortsteil Le Brassus.
Der Koch Philippe Rochat (1953–2015) kam ebenfalls aus Le Chenit. Weiterhin stammt die Politikerin Josiane Aubert (* 1949) aus der Gemeinde.